# Laphria lepida
Laphria lepida là một loài ruồi trong họ Asilidae. Laphria lepida được Walker miêu tả năm 1857.